# 1931年富蘊地震
1931年富蘊地震發生於8月11日21時18分，震央位於中國新疆省富蕴县，震級達里氏8.0級，並有171公里長地表破裂，水平位移最大為14公尺。
可可托海-二台斷裂帶引起這次地震，每年滑移率為4±2毫米。富蘊地震造成10,000人死亡。